# Zażyłość

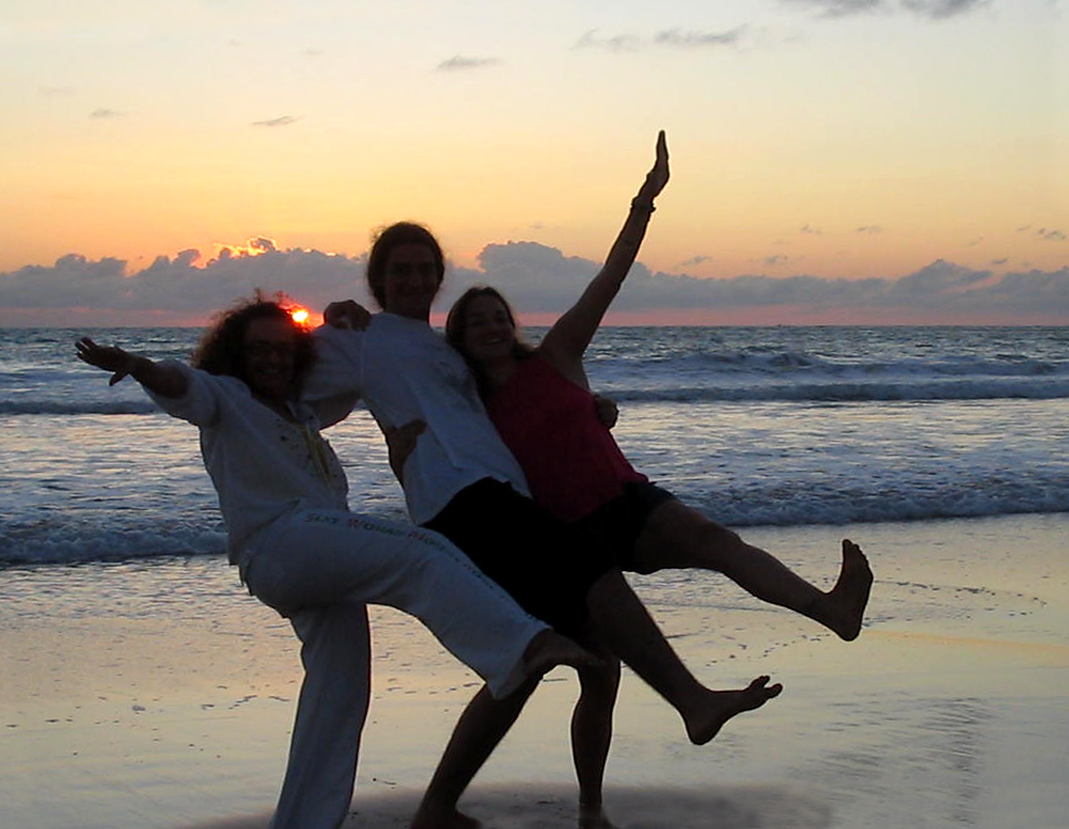
Przyjaźń i koleżeństwo cechuje się dużą dozą zażyłości i zachowań nieformalnych.

Zażyłość (także: poufałość, komitywa, bliskość, intymność, konfidencjalność) – zwykle pozytywne relacje międzyludzkie, charakteryzujące się ciepłym i życzliwym wzajemnym odnoszeniem się do siebie, zaufaniem i skłonnością do wzajemnych zwierzeń. W warstwie językowej typowe jest używanie języka potocznego, zdrobnień, wyrażeń pieszczotliwych, czasem także wulgaryzmów i slangu. Przy dużej zażyłości dochodzi także do przekroczenia bariery fizycznej, a wtedy emocje mogą być wyrażane przez obejmowanie, poklepywanie, przytulanie, chwytanie za ręce i ramiona, głaskanie, całowanie itp. Zażyłość powstaje między osobami, które się dobrze znają, a zwłaszcza członkami rodziny lub członkami grupy pozostającej w częstych kontaktach towarzyskich, np. w grupie przyjaciół, dobrych znajomych lub bliskich sąsiadów, prawie zawsze towarzyszy odwzajemnionej miłości.
Czasami (zwłaszcza w przypadkach gdy jedna z osób dominuje w grupie) okazywanie przez nią zażyłości może być odbierane negatywnie – np. szef próbuje w sposób poufały zwracać się do podwładnych, którzy sobie tego nie życzą, ale będąc w stosunku zależności służbowej mogą mieć trudność z otwartym sprzeciwem wobec takiego zachowania.